# Patrick O’Donovan

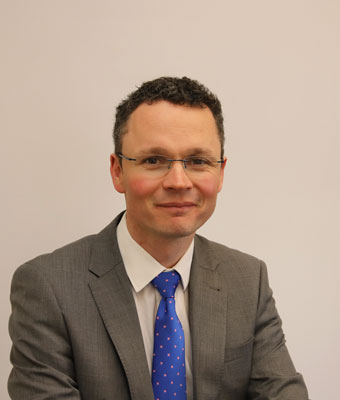
Patrick O’Donovan (2020)

Patrick O’Donovan (irisch Pádraig Ó Donnabháin; * 21. März 1977 in Newcastle West, County Limerick) ist ein irischer Politiker der Fine Gael; von 2022 bis 2024 war er Staatsminister im Ministerium für Tourismus, Kultur, Kunst, Gaeltacht, Sport und Medien. Vom 9. April 2024 bis zum 22. Januar 2025 War er Hochschul- und Wissenschaftsminister. In der Regierung Martin II wurde er wieder Minister für Medien, Kommunikation, Kultur und Sport.

## Leben
Patrick O’Donovan erhielt seine Ausbildung am University College Cork. Dort erwarb er einen Bachelor of Science in Chemie. Das Pädagogik-Examen legte er am Mary Immaculate College der University of Limerick ab. 2014 heiratete er Eileen Keary, mit der er drei Kinder hat (John, * 2014, Mae, * 2019, Nel, * 2020).

## Politik
Nachdem er zuvor Vorsitzender der Jugendorganisation der Fine Gael, Young Fine Gael, war, wurde er 2004 in den County Council von Limerick gewählt. 2011 gelang ihm bei den Wahlen der Einzug als Teachta Dála in den 31. Dáil Éireann, das irische Unterhaus, für den Wahlkreis Limerick County. Auch dem 32. und 33. Dáil Éireann gehörte er an. 2016 wurde er zunächst zum Staatsminister im Verkehrsministerium für den Aufgabenbereich Tourismus und Sport benannt. 2017 war er Staatsminister im Finanzministerium und im Ministerium für Öffentliche Ausgaben, Umsetzung des Nationalen Entwicklungsplans und Verwaltungsreform mit der besonderen Aufgabenwahrnehmung für Beschaffung, Open Government und eGovernment sowie das Office of Public Works. Neben dieser Aufgabe, die er zunächst weiter innehielt, war er seit 2022 auch Staatsminister im Ministerium für Tourismus, Kultur, Kunst, Gaeltacht, Sport und Medien mit der besonderen Aufgabenwahrnehmung für die Gaeltacht.
Am 9. April 2024 wurde er zum Minister für Hochschulen, Forschung, Innovation und Wissenschaft in der Regierung Harris ernannt. Mit dem Antritt der Regierung Martin II im Januar 2025 wechselte er in das Ministeramt für Medien, Kommunikation, Kultur und Sport.

## Positionen
O’Donovan gehört zu den konservativeren Vertretern der Fine Gael. Anfang 2014 sprach er sich für eine strengere Kontrolle von Browsern und Zahlsystemen aus, die auf Open Source beruhen. Er hielt die dort gewährte Anonymität für gefährlich, weil sie illegale Handlungen begünstigten.
Im August 2017 erklärte er im Interview mit dem irischen Sunday Independent, dass die IRA für die Bombenanschläge vom 17. Mai 1974 (die sog. Dublin and Monaghan Bombings) verantwortlich gewesen sei. Der verbale Angriff O’Donovans, der von der eigenen Partei schweigend geduldet wurde, galt der Sinn Féin, die eine öffentliche Entschuldigung forderte, weil die Tat protestantischen Extremisten aus Nordirland zugeschrieben wurde und wird.
O’Donovan wurde nachgesagt, ein parteiinterner Kritiker des Fine-Gael-Vorsitzenden und früheren Taoiseachs Leo Varadkar zu sein.

## Zwischenfall im Parlament
Am 29. Juni 2023 konnte er bei einer Befragung durch das Parlament keine Antworten mehr geben und brach zusammen. Nach einem mehrtägigen Krankenhausaufenthalt kehrte er aber wieder an den Arbeitsplatz zurück.